# Тлмачі
Тлмачі (словац. Tlmače) — місто, громада округу Левіце, Нітранський край. Кадастрова площа громади — 4.64 км².
Населення 3520 осіб (станом на 31 грудня 2018 року).

## Історія
Тлмаче згадуються 1075 року.

## Населення
| Рік:            | 1994. | 2004.    | 2014.    | 2024.   |
| --------------- | ----- | -------- | -------- | ------- |
| Кількість осіб: | 5440  | 4226     | 3712     | 3507    |
| Різниця:        |       | -22,31 % | -12,16 % | -5,52 % |

| Рік:            | 2023. | 2024.   |
| --------------- | ----- | ------- |
| Кількість осіб: | 3542  | 3507    |
| Різниця:        |       | -0,98 % |